# Poecilasthena prouti
Poecilasthena prouti là một loài bướm đêm trong họ Geometridae.